# Laborcontainer
Laborcontainer (auch bezeichnet als Container-Labore oder mobile Labore) sind speziell konzipierte Raumcontainer sowie Containeraufbauten, die nach den Anforderungen, Normen und Richtlinien für Laboratorien ausgelegt werden. Diese können als Einzelcontainer bis hin zu einem kompletten Containerdorf ausgebaut werden, was durch die Raumzellenbauweise ermöglicht wird.

## Einsatzgebiete

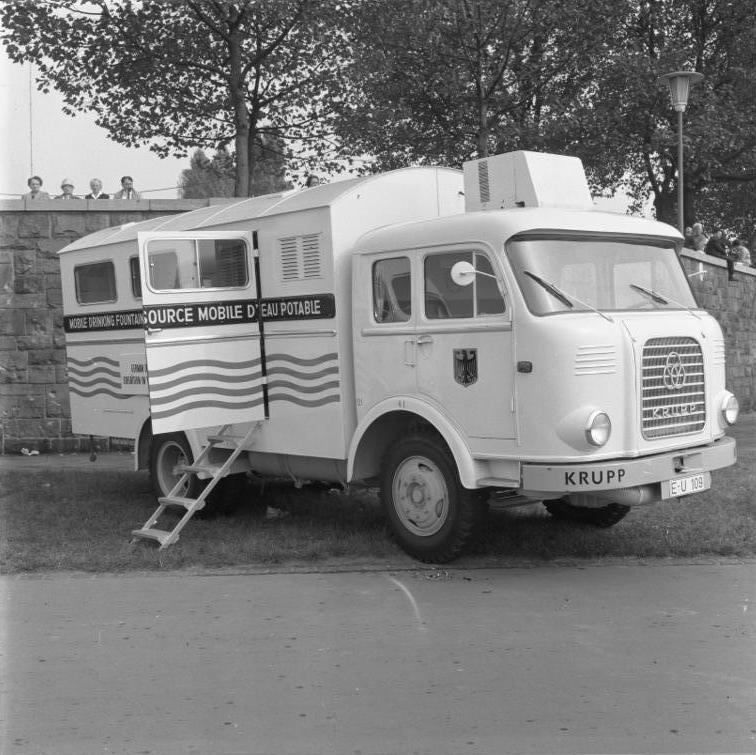
Krupp-LKW mit Laborcontaineraufbau der deutschen Westafrikahilfe 1961

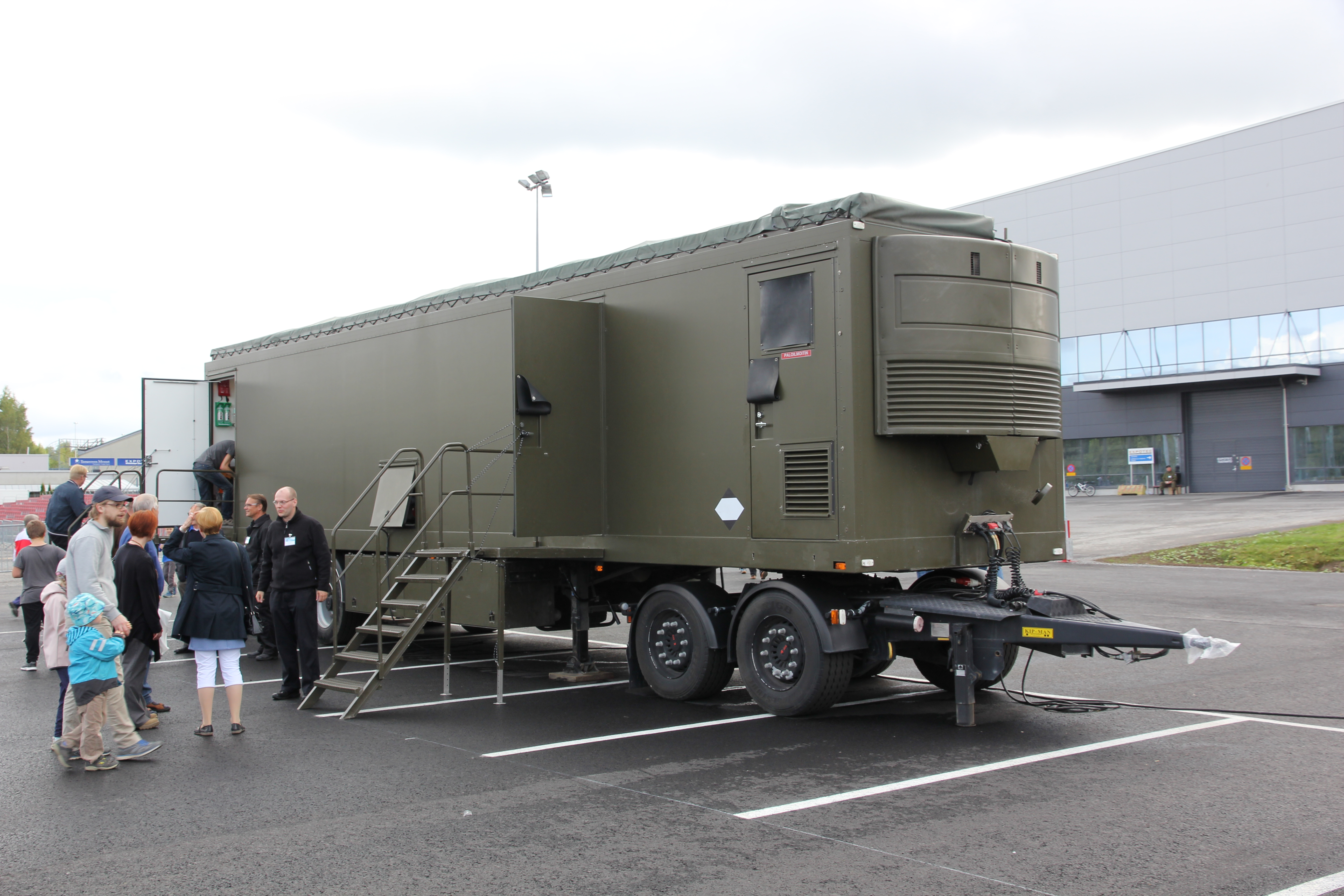
ABC-Schutz-Feldlabor der finnischen Streitkräfte

Häufig werden Laborcontainer für Umzüge und Renovierungen eingesetzt, um den stationären Laborbetrieb aufrechtzuerhalten. Typisch ist die Verlastung auf Schiffen zu Forschungszwecken sowie der auf- und abgesetzte Einsatz in der Polarforschung. Auch die Bundeswehr hält in ihren Modularen Sanitätseinrichtungen (Rettungszentren, Marineeinsatzrettungszentren, Einsatzlazarette) in den Einsatzgebieten grundsätzlich klinisch-chemische und je nach Einsatz auch mikrobiologische Laborcontainer als „Feldlabore“ vor. Weitere militärische Nutzungen gibt es im Bereich der ABC-Abwehrtruppe und im Bereich medizinischer ABC-Schutz der Streitkräfte.
Semistationäre Laborcontainer bieten die Möglichkeit für zeitlich begrenzte Aufstellungen an verschiedenen Standorten. Mobile Labore werden als Laborcontainer auf einem Trailer oder als umgebauter Trailer realisiert. Diese sind autark für den Einsatz auf der Straße oder im Gelände ausgelegt.

## Technische Ausstattung
Im Gegensatz zu einem Bürocontainer müssen in einem Laborcontainer komplexe technische Schutzmaßnahmen eingehalten werden. Diese richten sich nach den Normen und Richtlinien für Laboratorien. Hierbei müssen die Lüftungsanlage, die Elektro- und Sanitärinstallationen sowie die Labormöbelierung speziell auf die durchzuführenden Analysen abgestimmt werden.